# 万慶
万慶（ばんけい）は、ベトナム後黎朝の神宗が使用した元号。1662年。

## 改元
- 永寿5年9月、神宗の不豫により改元。
- 元年9月22日、神宗崩ず。
- 元年11月、玄宗即位により翌年より景治に改元。

## 西暦との対照表
| 万慶 | 元年   |
| 西暦 | 1662年 |
| 干支 | 壬寅   |